# Pandemos perigone
Pandemos perigone är en fjärilsart som beskrevs av Jean Baptiste Godart 1824. Pandemos perigone ingår i släktet Pandemos och familjen Riodinidae. Inga underarter finns listade i Catalogue of Life.